# Marcin Prugar
Marcin Tadeusz Prugar (ur. 28 października 1896 we Lwowie, zm. 13 maja 1977 w Penrhos) – kapitan rezerwy Wojska Polskiego, przedsiębiorca.

## Życiorys
Urodził się 28 października 1896 we Lwowie. W 1910 ukończył III klasę w C. K. VII Gimnazjum we Lwowie.
Uczestniczył w I wojnie światowej w szeregach Legionu Wschodniego i c. i k. armii. Po zakończeniu wojny, jako były oficer armii austriackiej został przyjęty do Wojska Polskiego i zatwierdzony w stopniu podporucznika. Brał udział w wojnie polsko-ukraińskiej oraz w wojnie polsko-bolszewickiej. Został awansowany na stopień porucznika rezerwy piechoty ze starszeństwem z dniem 1 lutego 1921. W 1923, 1924 był oficerem rezerwowym 40 Pułku Piechoty we Lwowie, a w 1934 rezerwistą 3 Pułku Piechoty Legionów z Jarosławia.
W roku szkolnym 1918/1919 ukończył Akademię Handlową we Lwowie. Kontynuując rodzinne tradycje zajmował się we Lwowie stolarką i produkcją z drewna. Przy ulicy Supińskiego 7 prowadził fabrykę stolarską oraz wytwórnię artykułów sportowych, w tym nart.
Po wybuchu II wojny światowej został oficerem Wojska Polskiego we Francji, służył w szeregach 2 Dywizji Strzelców Pieszych. Po upadku Francji był internowany w Szwajcarii. Po jej zakończeniu przebywał na emigracji w Wielkiej Brytanii. Był członkiem Stronnictwa Narodowego. Do końca życia pozostawał w stopniu kapitana rezerwy. Od 1961 mieszkał w Polskim Osiedlu Mieszkaniowym w Penrhos. Zmarł tamże 13 maja 1977.

## Odznaczenia
- Krzyż Walecznych – dwukrotnie